# Les Trois Accords
Pour les articles homonymes, voir Accord.
Les Trois Accords est un groupe de pop rock humoristique québécois, originaire de Drummondville, au Québec. Les Trois Accords ont tourné plusieurs vidéoclips que la chaîne MusiquePlus de Montréal a notamment contribué à diffuser.

## Biographie

### Formation et débuts (1997–2002)
Les origines du groupe sont retracées à Drummondville, en 1997. Cette année, Simon Proulx et Olivier Benoît décident de participer à un concours musical local et composent leurs premières chansons devenant ainsi Les Trois Accords. Ils seront plus tard rejoints par le guitariste Alexandre Parr, le batteur Charles Dubreuil, et le bassiste Pierre-Luc Boisvert,. Les membres sont presque tous originaires de Drummondville et de sa région (Saint-Cyrille-de-Wendover ou Wickham). 

## Albums

### Gros Mammouth Album Turbo (2003)

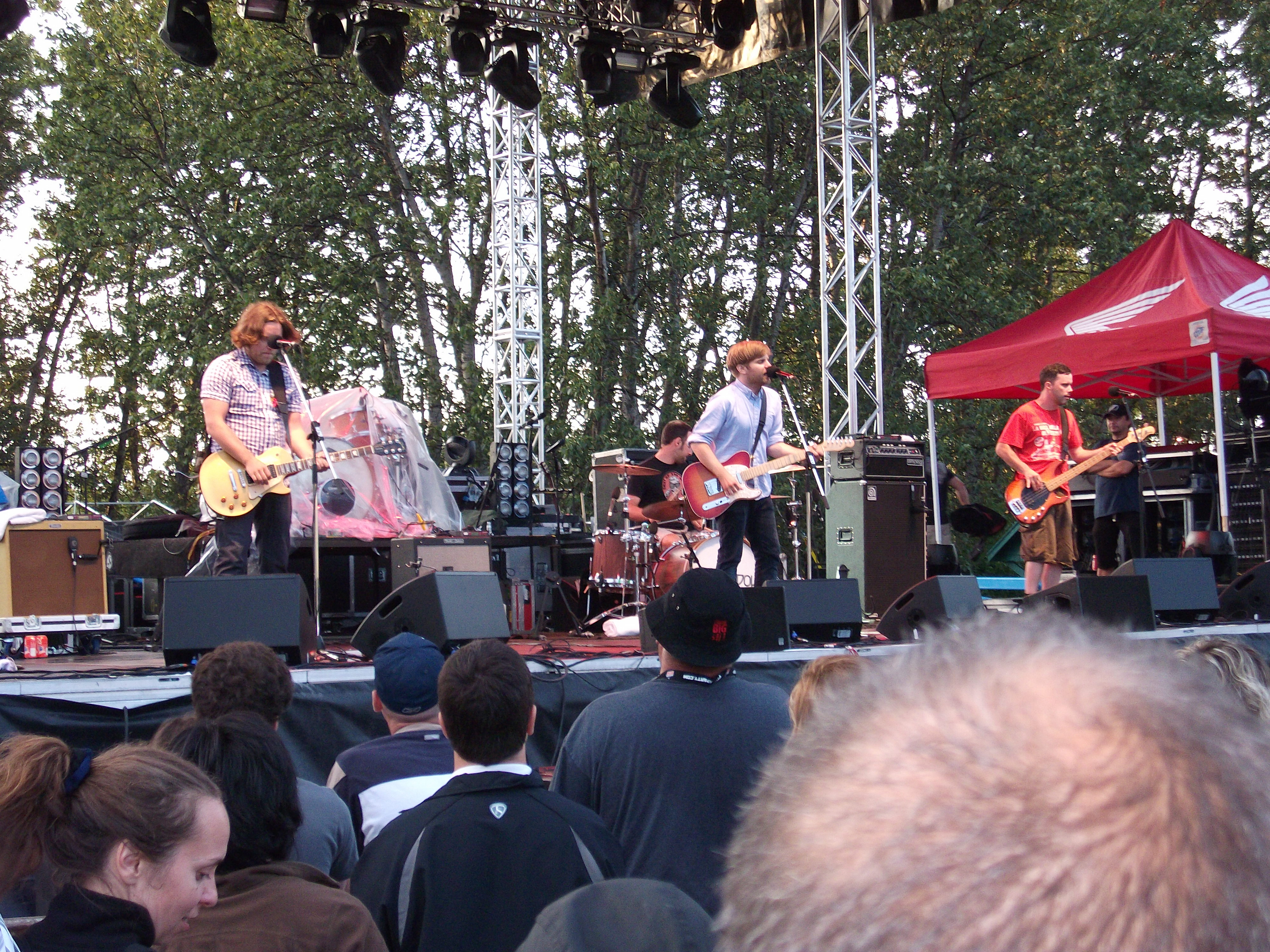
Les Trois Accords aux Grandes Fêtes du St-Laurent de Rimouski, le 17 juillet 2010.

En 2003, leur premier album studio, Gros Mammouth Album, est publié. L'année suivante, en 2004, ce même album est réédité sous le titre de Gros Mammouth Album Turbo. Il contient, entre autres, une version légèrement modifiée de leur ballade à succès aux accents country-western Saskatchewan ainsi que la chanson Loin d'ici. La production de l'album est appuyée cette fois par Indica. Ce premier opus, certifié double-platine, compte plus de 200 000 exemplaires vendus,,,. 
En juin 2005, la chanson Hawaïenne — qui les fait connaître dans l'ensemble du Québec — sort en single en France. Le succès de ce premier album dépasse considérablement les attentes du groupe qui n'envisageait pas au départ faire carrière dans la musique. Après quelques difficultés en raison de leur statut d'artistes indépendants, les Trois Accords réussissent — à la suite du succès considérable de Hawaïenne — à faire jouer leurs chansons dans la plupart des grandes radios du Québec. Les portes de la gloire s'ouvrant à eux, ils se lancent dans une longue tournée à bord de leur Suzuki Jimny verte à travers les routes canadiennes. À l’automne 2005, le groupe part en France jouer en soutien à son premier album. Toujours en 2005, le groupe remporte quatre Félix lors du Gala de l'ADISQ, notamment dans les catégories « groupe de l’année », « album de l’année – meilleur vendeur » et « révélation de l’année ». À la fin de l’année 2005, Les Trois Accords jouent la première partie en concert des Rolling Stones à Moncton et Ottawa,.

### Grand Champion international de course (2006)
Le deuxième album studio des Trois Accords, intitulé Grand champion international de course, est publié le 5 septembre 2006. Très attendu par le public, cet album ne rompt pas avec le style pop rock de son prédécesseur, Gros Mammouth Album Turbo, et se montre encore plus audacieux dans l'écriture. Le premier clip issu de cet album est celui du single Grand champion. Le deuxième extrait en est Tout nu sur la plage. Ces deux singles atteignent le top 5 francophone des ondes de MusiquePlus. Grand champion international de course est sans conteste un succès pour Les Trois Accords, qui entrent en première place des ventes la première semaine,. Ils remportent d'ailleurs, pour la deuxième fois, un prix de la SOCAN pour leur chanson Saskatchewan. Le groupe collabore avec Amnistie internationale pour interpréter une version francophone de la chanson Whatever Gets You Through the Night de John Lennon. En juin 2007, Les Trois Accords repartent en France pour jouer en soutien à leur deuxième album, à cette période, certifié disque d'or au Canada, pour une tournée de sept dates. Cette même année, le groupe est nommé dans les catégories « groupe de l’année » et « album de l’année – rock » au Gala de l’ADISQ. En automne et en fin d'année, ils reviennent jouer en Europe,. En 2008, le groupe participe au Festival de la Poutine qui accueille plusieurs artistes québécois de renom. Cette même année, le groupe publie son premier album live, En beau country.

### Dans mon corps (2009)
Le troisième album studio des Trois Accords, intitulé Dans mon corps, est publié le 13 octobre 2009,. Réalisé par Gus Van Go, l'album « aborde la puberté, l’ambigüité sexuelle, les nuits de la poésie, le tabagisme et l’amour à sens unique avec naïveté plutôt que dérision. » La pochette de l'album montre un chanteur soul afro-américain. Le 31 octobre 2009, le single Camera vidéo atteint la 93e place du top 100 canadien. Le 2 janvier 2010, c'est le single homonyme qui atteint la 95e place du top 100 canadien. Dans son ensemble, ce troisième opus est bien accueilli par la presse spécialisée,,. Les titres Dans mon corps, Caméra vidéo, Pas capable d'arrêter, Nuit de la poésie et Elle s'appelait Serge ont clippés sur bandeapart.fm. En mars 2010, ils jouent au Canada, dont à Vancouver. En 2009, Olivier Benoit quitte le groupe. Ce dernier se consacrera à la gérance du groupe de 2009 à 2011.

### J'aime ta grand-mère(2012)

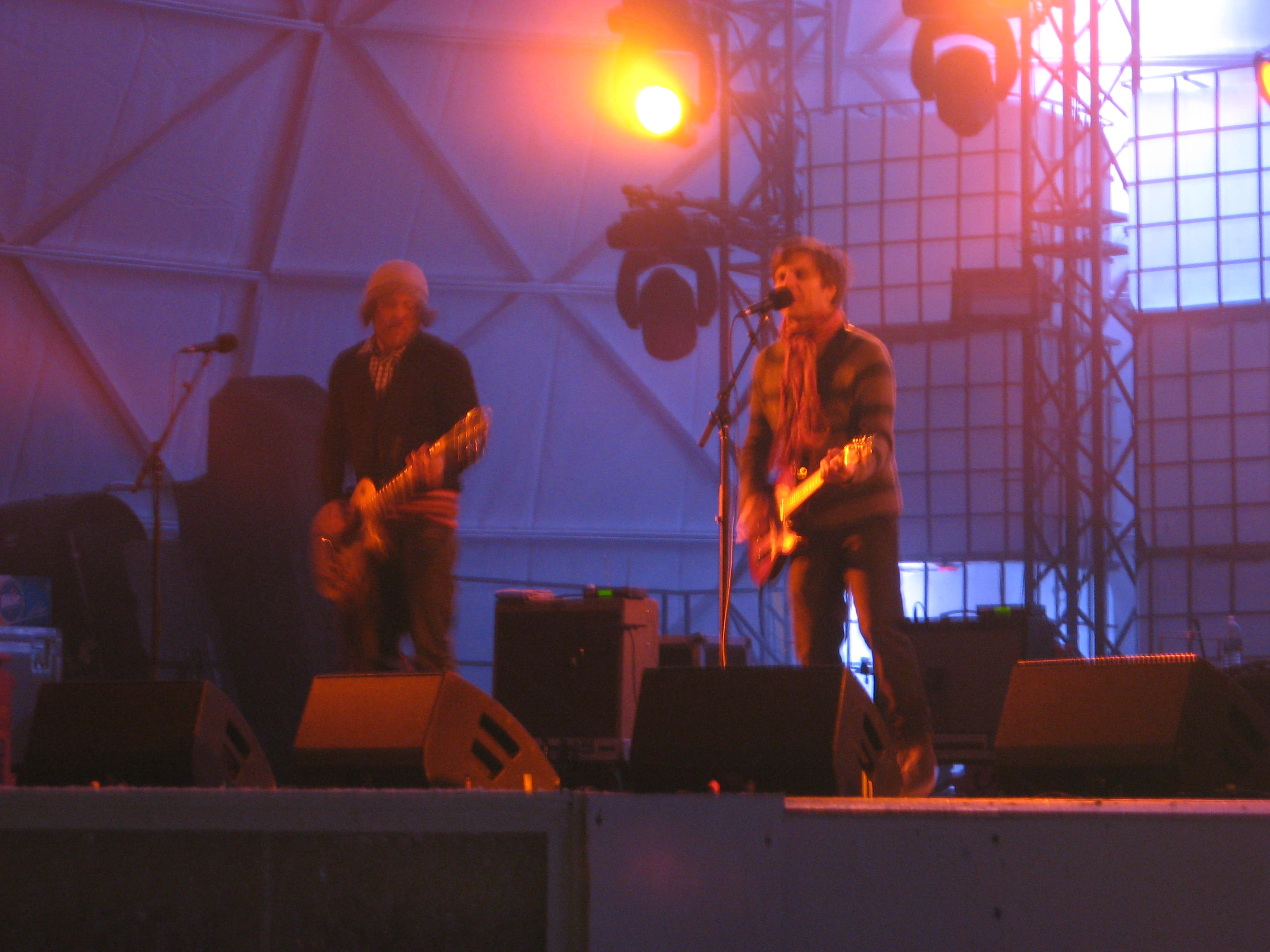
Les Trois Accords en 2011.

À la fin 2012, Les Trois Accords publient leur quatrième album studio, J'aime ta grand-mère. L'album comprend le single Sur le bord du lac, ode country, dans lequel Simon Proulx chante en duo avec Renée Martel. Le single homonyme atteint, le 29 décembre 2012, la 97e place du top 100 canadien. En 2015, le single homonyme est utilisé pour une publicité sur une crème dans laquelle un jeune homme tombe en extase devant la grand-mère de sa compagne lors d'un diner.

### Joie d'être gai(2015)
Le leader et chanteur du groupe, Simon Proulx, lance sans crier gare le premier extrait, intitulé Automatic, de son album solo à venir le 2 juin 2015 en édition limitée sous l'étiquette La Tribu. En début novembre 2015, le groupe lance son nouvel album, Joie d'être gai. La sortie officielle de l'album est annoncée pour le 20 novembre 2015.
Le 28 novembre 2017, le groupe sort un nouveau single, une chanson de Noël intitulé Noël est arrivé.

### Beaucoup de plaisir(2018)
Le 13 août 2018, le groupe dévoile une première chanson de leur prochain album. La chanson s'intitule Corinne. Le 2 novembre 2018, Les Trois Accords publient leur sixième album studio, nommé Beaucoup de plaisir. Le 3 janvier 2020, Les Trois Accords lancent le single La semaine des 4 Julie, qui sera la chanson thème du talk show portant le même nom animé par Julie Snyder et diffusé sur Noovo.

#### Bactérie #1
Le 19 mars 2020, Les Trois Accords ont demandé aux radios de cesser la diffusion de leur chanson Bactérie #1 provenant de l'album Beaucoup de plaisir sur les plateformes. Dans les paroles de la chanson, ou peut y retrouver des passages tels que : « Sors de ton vase et va en avant / Attaque les vieillards, les enfants » ou « Fais des voyages dans les hôpitaux / Fais des ravages dans les bureaux ». Simon Proulx, le chanteur du groupe, a expliqué, lors d'une entrevue à Midi + à ÉNERGIE , qu'à la suite d'une discussion entre les membres du groupe, ils en ont conclu que la chanson pouvait être mal perçue dans le contexte actuel de la pandémie.

### Présence d'esprit(2022)
Le 12 août 2022, le groupe dévoile un premier morceau d'un nouvel album à venir en automne 2022 s'intitulant Piscine hors terre. Elle est jouée pour la première fois en live à Brossard le soir même lors du Festin Culturel de Brossard alors que le groupe s'y produit,.
En septembre 2022, le titre du nouvel album, Présence d'esprit, est dévoilé. Il est lancé le 21 octobre 2022.

## Style musical
Plusieurs chansons ont des accents surréalistes[réf. nécessaire] par la présence fréquente de calembours, de jeux de mots et d'images inusités. En concert, les Trois Accords offrent également une dimension parodique en donnant des versions burlesques de chansons de Bryan Adams ou de Weezer. Lors d'un entretien en 2015, Radio-Canada indique que « le groupe fonctionne en collégialité. Simon Proulx écrit les paroles et la musique de base sur sa guitare. Il les soumet aux autres, qui donnent alors à la chanson un son plus rock. Le tout se passe dans le respect, même si, parfois, des chansons comme J'aime ta grand-mère ou Dans mon corps ont étonné quelque peu les collègues... qui ont fini par s'en approprier les textes. »
Musicalement, les Trois Accords peuvent être classés dans la lignée des formations punk françaises comme Bérurier Noir, Parabellum, Les Cadavres ou Wampas (tous connus au Québec), mais avec un son plus californien, plus « pop-core ». On pourrait les comparer davantage à Ludwig von 88 par leur côté absurde et l'attitude de détachement qu'ils affichent, par exemple, dans les interviews qu'ils donnent (notamment à l'édition québécoise de Tout le monde en parle à Radio-Canada, Vacarm ou à Bons baisers de France et sur MusiquePlus).
Ils aiment également agrémenter leurs concerts de petites pièces humoristiques où il est question notamment de jambon ou de sapins de Noël. C'est également dans cet esprit que sont souvent tournés leurs vidéoclips qui présentent toujours un concept qui ne présente aucun lien avec le thème de la chanson (on voit, par exemple, les membres du groupe s'adonner à un exercice de kung-fu, pêcher en groupe sur un lac ou devenir pompiers pour éteindre l'incendie d'une grange).

## Membres

### Membres actuels
- Simon Proulx - guitare, voix principale (depuis 1997)
- Alexandre Parr - guitare, voix d'arrière plan (depuis 2001)
- Pierre-Luc Boisvert - basse, voix d'arrière plan (depuis 2001)
- Charles Dubreuil - batterie (depuis 2001)

### Ancien membre
- Olivier Benoît (1997-2009)

## Discographie

### Démos
- 1999 : Démo de la Commune
- 2001 : Démo Live à Drummondville
- 2002 : Démo Jaune-Brun

## Vidéoclips
- Hawaïenne
- Loin d'ici
- Saskatchewan
- Turbo Sympathique
- Vraiment beau
- Grand champion
- Tout nu sur la plage
- Ton avion
- Youri
- Nicole
- Blaise le blasé (chanson thème de la série télévisée)
- Dans mon corps
- Le Bureau du médecin
- Elle s'appelait Serge
- J'aime ta grand-mère
- Je me touche dans le parc
- Retour à l'institut
- Beaucoup de plaisir
- Ouvre tes yeux Simon

Le réalisateur de tous ces vidéoclips est Louis-Philippe Eno. Lucille, Caméra vidéo, Bamboula et Vol à l'Étalage n'ont pas fait l'objet de vidéoclips ; elles existent en single seulement.

## Distinctions
- 2007 : prix Félix Album de l'année - pop rock, Grand champion international de course ;
- 2014 : nomination groupe de l'année, gala l'ADISQ (prix Félix)
- 2023 : prix Félix Album de l'année - Rock[32]
- 2023 : nomination groupe de l'année, gala l'ADISQ [33]

- 2024 : nomination chanson de l’année pour la chanson Vol à l’étalage, gala l’ADISQ

- 2024 : nomination groupe de l’année, gala l’ADISQ[34]